# Jeff Float
Jeff Float (n. 10 aprilie 1960, Buffalo, New York, SUA) este un înotător american, medaliat olimpic. A participat la o ediție a Jocurilor Olimpice (1984) în care a câștigat două medalii de aur.